# Роївський елеватор

Роївський елеватор — дочірнє підприємство ДАК «Хліб України».

## З історії
1929 року поблизу залізничної станції «Роя» (м. Курахове Мар'їнського району Донецької області) став до ладу зовсім невеликий, як за сучасними мірками, елеватор, початкова місткість якого становила лише 12 тис. тонн зернових.
Роївський елеватор як дочірнє підприємство ДАК «Хліб України» першочерговим завданням має заготівлю зернових і олійних культур. Елеватор приймає продовольче і фуражне зерно, олійні культури, сортове насіння, а також здійснює операції з сушки, очистки і зберігання зерна.
1976 — загальна місткість складів напільного зберігання зерна становила 52 тис. тонн за рахунок будівництва 20-ти складських приміщень. У цей час запрацювала насіннєва станція та калібрувальний цех, а також камерні зернові сушарки СКП-6 для сушіння насіннєвої кукурудзи.
1976 — будівельний трест «Донецьксільбуд» ввів в експлуатацію першу чергу елеватора силосного зберігання зерна на 55 тис. тонн, а 1977 року — другу чергу (на 58 тис. тонн).

## Сучасність
Нині загальна зернова місткість для зберігання зерна становить 160 тис. тонн. Підприємство має достатню кількість зерносушарок, устаткування для очищення зерна, сучасні вагові та зернозавантажувальне устаткування, атестовану виробничу лабораторію, достатньо спеціалістів для забезпечення технологічних процесів з приймання, очищення, сушіння та зберігання зерна і насіння олійних культур. Цілодобовий режим роботи елеватора — зручний для клієнтів, як і технологічний процес — достатньо ефективний і дозволяє приймати на добу з автотранспорту до 1,5 тис. тонн збіжжя, просушувати понад 500 тонн.
Підприємство має можливість працювати практично з усім спектром сільськогосподарських культур. Три потужні зерносушарки дозволяють одночасно сушити три різних види зернових культур з подальшим його розміщенням у різні склади.